# 金森敬之
金森 敬之（かなもり たかゆき、1985年7月24日 - ）は、大阪府藤井寺市出身の元プロ野球選手（投手）、野球指導者。右投右打。

## 経歴

### プロ入り前
中学生時代に所属していた、隣接する羽曳野市の「全羽曳野ボーイズ」ではダルビッシュ有の先輩だった。その後は東京都の東海大学菅生高校に進学。3年夏の全国高等学校野球選手権西東京大会では決勝で敗退し、甲子園出場は叶わなかったが145km/hの速球を投げ注目された。
2003年のプロ野球ドラフト会議で日本ハムから6巡目で指名された。入団交渉では当初難色を示していたが、交渉を重ねるにつれ態度が軟化していき、同年12月14日に仮契約を結んだ。

### 日本ハム時代
2004年、2005年のシーズンは一軍での登板はなかったが、2005年の秋季キャンプでは「ヒルマンチルドレン」として注目を浴び、2006年には二軍で防御率3.02で4セーブを挙げ、フレッシュオールスターゲームに出場した。
2007年、5月25日の東京ヤクルトスワローズ戦（札幌ドーム）で一軍初登板・初勝利を成し遂げた。その後7月に二軍落ちするも、二軍ではクローザーを任され、防御率1点台でチーム最多の12セーブを記録。終盤の再昇格後は9試合で3勝を挙げ、防御率2.35と好投した。
2008年、キャンプインを目前に控えた1月24日に、先乗り自主トレを行っていた名護市営球場で、老朽化したフェンスから脱落したボルトを踏んだことで負った怪我で出遅れ、不調に終わった。
2009年、シーズン終盤からセットアッパーを任され、クライマックスシリーズ第2ステージ第2戦で無死満塁のピンチを無失点に抑えるなどの活躍をした。
2010年、セットアッパーの菊地和正が故障で出遅れたために、初の開幕一軍を果たした。同年、先発転向をするも不振が続き、先発から再度中継ぎに戻ったが、シーズンオフにまた先発転向に向けて練習を始めた。
2011年、2012年ともに1軍での登板はなく、2012年11月4日に戦力外通告を受けた。

### 独立リーグ時代
2013年1月9日、四国アイランドリーグplusの愛媛マンダリンパイレーツに入団した。愛媛では35試合に登板し、1勝3敗2Sで防御率2.85の成績であった。

### ロッテ時代
NPB復帰を目指し12球団合同トライアウトへ参加。トライアウト後も、千葉ロッテマリーンズの秋季キャンプで入団テストを受け、育成選手として入団することが決まった。NPB球団を退団した選手がアイランドリーグを経由してNPBに復帰するのは、山田秋親に次いで2人目となる。なお、ロッテのテストには愛媛で同僚となった岩﨑哲也も参加したが、岩﨑は不合格となり、同年限りで引退した。
2014年、6月18日に支配下登録された。
2016年は、一軍での登板は1試合に終わり、その試合でも1回4失点と打ち込まれたが、イースタン・リーグでは17セーブを挙げ、最多セーブ投手となった。
2017年10月3日に球団から自身2度目の戦力外通告を受けた。11月15日の12球団合同トライアウトに参加、1被安打2奪三振0与四球の結果だった。

### 社会人野球時代
同年12月18日に、社会人野球のパナソニック野球部への入団が報道された。
2018年11月、現役を引退。パナソニック野球部の投手コーチに就任。
2023年1月、パナソニック野球部のヘッドコーチから監督に就任。
2024年12月末をもって監督を退任し、翌2025年からは社業に専念。

## 選手としての特徴・人物
球速140km/h台のノビのあるストレートに加え、スライダー・カーブ・フォークボールなどの変化球をもっている。
自身のセールスポイントを「開き直りの投球」としており、「ストレートがそんなに速いわけでもなく、変化球がいいわけでもないが、とにかく強気に攻めてピンチでは開き直って投球出来る」と語っている。
愛称は「きん」、「かなやん」。

## 詳細情報

### 年度別投手成績
| 年 度     | 球 団     | 登 板 | 先 発 | 完 投 | 完 封 | 無 四 球 | 勝 利 | 敗 戦 | セ 丨 ブ | ホ 丨 ル ド | 勝 率 | 打 者 | 投 球 回 | 被 安 打 | 被 本 塁 打 | 与 四 球 | 敬 遠 | 与 死 球 | 奪 三 振 | 暴 投 | ボ 丨 ク | 失 点 | 自 責 点 | 防 御 率 | W H I P |
| --------- | --------- | ----- | ----- | ----- | ----- | -------- | ----- | ----- | -------- | ----------- | ----- | ----- | -------- | -------- | ----------- | -------- | ----- | -------- | -------- | ----- | -------- | ----- | -------- | -------- | ------- |
| 2007      | 日本ハム  | 15    | 0     | 0     | 0     | 0        | 4     | 1     | 0        | 0           | .800  | 87    | 23.0     | 20       | 0           | 3        | 0     | 0        | 9        | 0     | 0        | 6     | 6        | 2.35     | 1.00    |
| 2008      | 日本ハム  | 10    | 0     | 0     | 0     | 0        | 0     | 1     | 0        | 0           | .000  | 52    | 12.0     | 14       | 1           | 5        | 0     | 0        | 7        | 1     | 0        | 7     | 6        | 4.50     | 1.58    |
| 2009      | 日本ハム  | 18    | 0     | 0     | 0     | 0        | 0     | 0     | 0        | 2           | ----  | 86    | 21.1     | 17       | 0           | 8        | 0     | 1        | 9        | 0     | 0        | 2     | 2        | 0.84     | 1.17    |
| 2010      | 日本ハム  | 17    | 4     | 0     | 0     | 0        | 1     | 1     | 0        | 0           | .500  | 170   | 35.1     | 50       | 10          | 14       | 2     | 1        | 22       | 3     | 1        | 28    | 26       | 6.62     | 1.81    |
| 2014      | ロッテ    | 10    | 0     | 0     | 0     | 0        | 0     | 0     | 0        | 0           | ----  | 51    | 9.1      | 16       | 2           | 9        | 0     | 0        | 3        | 1     | 0        | 10    | 10       | 9.64     | 2.68    |
| 2015      | ロッテ    | 16    | 0     | 0     | 0     | 0        | 1     | 0     | 0        | 1           | 1.000 | 95    | 20.2     | 29       | 4           | 6        | 0     | 1        | 17       | 1     | 0        | 13    | 13       | 5.66     | 1.69    |
| 2016      | ロッテ    | 1     | 0     | 0     | 0     | 0        | 0     | 0     | 0        | 0           | .---  | 9     | 1.0      | 5        | 0           | 1        | 0     | 0        | 1        | 0     | 0        | 4     | 4        | 36.00    | 6.00    |
| 通算：8年 | 通算：8年 | 87    | 4     | 0     | 0     | 0        | 6     | 3     | 0        | 3           | .667  | 550   | 122.2    | 151      | 17          | 46       | 2     | 3        | 68       | 6     | 1        | 70    | 67       | 4.92     | 1.61    |

### 記録
NPB初記録
投手記録
- 初登板・初勝利：2007年5月25日、対東京ヤクルトスワローズ1回戦（札幌ドーム）、9回表に3番手で救援登板・完了、1回無失点
- 初奪三振：2007年9月10日、対千葉ロッテマリーンズ19回戦（千葉マリンスタジアム）、7回裏1死にベニー・アグバヤニから空振り三振
- 初ホールド：2009年10月4日、対福岡ソフトバンクホークス24回戦（札幌ドーム）、8回表2死に4番手で救援登板、1/3回無失点
- 初先発登板：2010年6月4日、対読売ジャイアンツ3回戦（東京ドーム）、4回3失点

打撃記録
- 初打席・初安打：2010年6月4日、対読売ジャイアンツ3回戦（東京ドーム）、2回表に藤井秀悟から中前安打

NPBその他の記録
- 0球登板：2007年6月8日、対東京ヤクルトスワローズ3回戦（坊っちゃんスタジアム） - 8回裏に3番手で救援登板すると発表されたが、試合が再開する前に降雨のためコールドゲームが宣告されたことによる。なお、2009年の改定により、2016年現在の規則ではこのような場合、登板は取り消される（試合に出場したことにはなる）。

### 独立リーグでの投手成績
| 年 度     | 球 団     | 登 板 | 勝 利 | 敗 戦 | セ 丨 ブ | 完 投 | 完 封 | 無 四 球 | 投 球 回 | 打 者 | 被 安 打 | 被 本 塁 打 | 奪 三 振 | 与 四 球 | 与 死 球 | 失 点 | 自 責 点 | 暴 投 | ボ 丨 ク | 防 御 率 |
| --------- | --------- | ----- | ----- | ----- | -------- | ----- | ----- | -------- | -------- | ----- | -------- | ----------- | -------- | -------- | -------- | ----- | -------- | ----- | -------- | -------- |
| 2013      | 愛媛      | 35    | 1     | 3     | 2        | 0     | 0     | 0        | 35.0     | 144   | 27       | 1           | 34       | 9        | 3        | 11    | 11       | 0     | 0        | 2.83     |
| 通算：1年 | 通算：1年 | 35    | 1     | 3     | 2        | 0     | 0     | 0        | 35.0     | 144   | 27       | 1           | 34       | 9        | 3        | 11    | 11       | 0     | 0        | 2.83     |

### 背番号
- 59 （2004年 - 2012年）
- 30 （2013年）
- 120 （2014年）
- 67 （2014年 - 2017年）

### 登場曲
- 大事MANブラザーズバンド 『それが大事』
- ケツメイシ 『ライフ イズ ビューティフル』（2015年 - ）